# استفان موتین
استفان موتین (انگلیسی: Stéphane Mottin؛ زادهٔ ۱۹ اوت ۱۹۶۶) بازیکن فوتبال اهل فرانسه است.
از باشگاه‌هایی که در آن بازی کرده‌است می‌توان به باشگاه فوتبال کلرمون فوت و باشگاه فوتبال آنژه اشاره کرد.